# Wasilij Simoczkin
Wasilij Jakowlewicz Simoczkin (ros. Василий Яковлевич Симочкин, ur. 1895 we wsi Wieljaminowo w guberni orłowskiej, zm. 10 marca 1939) – radziecki działacz partyjny.

## Życiorys
W 1916 wstąpił do SDPRR(b), od 1935 do sierpnia 1937 był I sekretarzem rejonowego komitetu WKP(b) w Moskwie, a od 8 sierpnia 1937 do 10 lipca 1938 I sekretarzem Komitetu Obwodowego WKP(b) w Iwanowie. 26 listopada 1938 został aresztowany, 10 marca 1939 skazany na śmierć przez Wojskowe Kolegium Sądu Najwyższego ZSRR pod zarzutem udziału w kontrrewolucyjnej organizacji terrorystycznej i natychmiast rozstrzelany. Jego prochy złożono na Cmentarzu Dońskim. 25 sierpnia 1954 został pośmiertnie zrehabilitowany.